# Iqbal Masih
Iqbal Masih (Urdu: اقبال مسیح) (Muridke, 4 april 1983 - 16 april 1995) was een Pakistaanse jongen die van zijn 4 tot 10 jaar gedwongen kinderarbeid uitvoerde in een tapijtfabriek. Hij kon ontsnappen en werd hij al snel wereldwijd bekend om zijn strijd tegen kinderarbeid, maar werd hiervoor neergeschoten op 12-jarige leeftijd. 

## Biografie
Iqbal Masih werd op 4 april 1983 geboren in Muridke, een klein landelijk dorpje buiten Lahore. Kort na zijn geboorte verliet vader Saif Masih het gezin. Moeder Inayat werkte als schoonmaakster maar verdiende amper genoeg om haar kinderen te kunnen voeden.
Op vierjarige leeftijd werd Masih verkocht als kindslaaf voor een bedrag gelijk aan 12 Amerikaanse dollar. Hij moest 14 uur per dag werken in een tapijtfabriek waarvoor hij van zijn baas Arshad drie cent per dag kreeg. Door lange werkdagen, slechte voeding en levensomstandigheden bleef Masih erg klein. Op twaalfjarige leeftijd had hij de lengte van een zesjarige jongen. Zodra hij niet luisterde naar zijn baas werd hij met een zweep geslagen. Toen hij op een dag ontsnapte om voor hemzelf en de andere kinderen een eind aan deze situatie te maken, bracht de dienstdoend politieagent hem terug naar Arshad en vertelde hem dat hij de jongen moest vastketenen.
Op tienjarige leeftijd kon hij definitief ontsnappen en sloot hij zich aan bij de Bandhua Mukti Morcha, een belangengroep die opkomt voor werkende kinderen. Masih hielp bij de bevrijding van ruim 3000 Pakistaanse kinderen. Ook hield hij speeches over kinderarbeid over de gehele wereld. In 1994 ontving Masih de Reebok Human Rights Award. In 2000 werd hem postuum de Wereldkinderprijs voor de Rechten van het Kind toegekend.
Op Pasen 1995 werd hij in Muridke vermoord toen hij vanuit de kerk terug naar huis liep. Midden op een drukke straat werd hij in zijn rug geschoten met een hagelgeweer. Enkele dorpsbewoners werden beschuldigd van de moord maar over het algemeen wordt aangenomen dat hij door leden van de "Tapijtmafia" om het leven is gebracht vanwege zijn steeds bekender wordende campagne tegen kinderarbeid.

## Nagedachtenis
Masihs werk en overlijden inspireerden een twaalfjarige Canadese jongen tot de oprichting van Free The Children, een NGO voor en door jongeren die zich richt op kinderrechten en het beëindigen van kinderarbeid.
In januari 2009 stelde het Amerikaans Congres de jaarlijkse Iqbal Masih Award in voor het uitroeien van kinderarbeid.
De Italiaanse auteur Francesco D'Adamo schreef het boek Iqbal, geïnspireerd op het leven van Iqbal Masih.
Het Nederlandse jeugdtheatercollectief TG Crash maakte in 2008 de voorstelling 'SuperSobia van rij 5', geïnspireerd op het verhaal van Iqbal.